# Daniel Wirtberg
Daniel Wirtberg, född 1983 i Karlstad och uppvuxen i Ekshärad, är en svensk film/videoregissör. Han är utbildad vid den tjeckiska filmskolan FAMU i Prag.   
Som musikvideoregissör har han samarbetat med bl.a. Jenny Wilson, Little Dragon, First Aid Kit, Miike Snow, Timbuktu och Trentemøller. Han har två gånger vunnit grammis för bästa musikvideo. 
2012 hade Beyond That Wasteland biopremiär. Filmen är ett nära samarbete mellan artisten Jenny Wilson och Daniel Wirtberg.

## Filmografi[2]

### Regi i urval
- 2004 – Julia
- 2007 – Inkräktaren
- 2009 – Kärleksbarn
- 2012 – Beyond That Wasteland